# Partit Socialista (Senegal)
El Partit socialista (PS) és un partit polític senegalès.

## Història
El 27 d'octubre de 1948 Léopold Sédar Senghor va fundar el Bloc Democràtic Senegalès (BDS), després d'una escissió amb la SFIO. Per augmentar la seva influència, el BDS es va recolzar àmpliament sobre les autoritats religioses i tribals. Aquesta capacitat de reunir nombrosos grups ètnics diferents, així com el carisma personal de Senghor, van propulsent el BDS al primer pla de l'escena política senegalesa d'abans de la independència.
El febrer de 1957, el BDS es va fusionar amb la Unió Democràtica Senegalesa (UDS), el Moviment Autònom Casamancès (MAC) i una fracció del Moviment Popular Senegalès (MPS) dirigida per Abdoulaye Thiaw, per donar naixement al Bloc Popular Senegalès (BPS). Léopold Sédar Senghor fou llavors designat com a líder polític i Mamadou Dia com a secretari general del nou partit.
En 1958, el BPS es va fusionar amb el Partit Senegalès d'Acció Socialista (PSAS) de Lamine Guèye per donar naixement a la Unió Progressista Senegalesa (UPS).
El novembre de 1976 el partit es va integrar en la Internacional Socialista. El desembre del mateix any va prendre el nom de Partit Socialista.
En les eleccions legislatives de 2001, el PS va obtenir 326.126 vots, o sigui el 17,4%, i va obtenir 10 escons sobre els 120que compta llavors l'Assemblea Nacional del Sénégal.
El PS és l'un dels partits que va escollir el boicot en les eleccions legislatives de 2007.

## Orientació
És un partit d'esquerra, membre de la Internacional socialista.
El PS es presenta com «l'organització dels obrers, pagesos i altres treballadors, intel·lectuals i manuals del Senegal, sense distinció d'ètnia, de religió, d'origen, de sexe ni d'edat ». Oposat a tota forma d'opressió de classe i de casta, per la conquesta del poder polític, la socialització dels mitjans de producció i d'intercanvi, preconitzant la instauració d'una societat comunitaria i d'una autèntica democràcia al servei del poble. Tot reclamant-se del mètode socialista, entén «integrar-se al socialisme, els valors culturals de l'Àfrica negra, en general i del Senegal en particular. »

## Símbols
Els seus símbols són el lleó i l'estrella vermella de 5 puntes sobre fons verd.

## Organització
La seva seu es troba a Dakar (Hann Bel-Air).

## Resultats electorals
| Any  | Candidat                    | Vots (1er volta) | Percentatge (1er volta) | Vots (2e volta) | Percentatge (2e volta) |
| ---- | --------------------------- | ---------------- | ----------------------- | --------------- | ---------------------- |
| 1963 | Léopold Sédar Senghor (UPS) | 1 149 935        | 100 %                   | -               | -                      |
| 1968 | Léopold Sédar Senghor (UPS) | 1 229 927        | 100 %                   | -               | -                      |
| 1973 | Léopold Sédar Senghor (UPS) |                  | 100 %                   | -               | -                      |
| 1978 | Léopold Sédar Senghor       | 82,02 %          | -                       | -               |                        |
| 1983 | Abdou Diouf                 | 908 879          | 83,45 %                 | -               | -                      |
| 1988 | Abdou Diouf                 | 828 301          | 73,20 %                 | -               | -                      |
| 1993 | Abdou Diouf                 | 757 311          | 58,40 %                 | -               | -                      |
| 2000 | Abdou Diouf                 | 41,30 %          | 41,90 %                 |                 |                        |
| 2007 | Ousmane Tanor Dieng         | 464 287          | 13,56 %                 | -               | -                      |

| Any  | Partit | Vots      | Percentatge | Escons | Total |
| ---- | ------ | --------- | ----------- | ------ | ----- |
| 1963 | UPS    | 1 132 518 | 94,20 %     | 80     | / 80  |
| 1968 | UPS    | 1 209 984 | 100 %       | 80     | / 80  |
| 1973 | UPS    |           | 100 %       | 100    | / 100 |
| 1978 | PS     |           |             | 83     | / 100 |
| 1983 | PS     | 862 713   | 79,94 %     | 111    | / 120 |
| 1988 | PS     | 794 559   | 71,34 %     | 103    | / 120 |
| 1993 | PS     | 602 171   | 56,56 %     | 84     | / 120 |
| 1998 | PS     | 50,20 %   |             | 93     | / 140 |
| 2001 | PS     | 326 126   | 17,40 %     | 10     | / 120 |
| 2007 | PS     | -         | -           | 0      | / 150 |